# آندریاس رکویتز
آندریاس رکویتز (انگلیسی: Andreas Reckwitz؛ زادهٔ ۱۸ مارس ۱۹۷۰) جامعه‌شناس، استاد دانشگاه، و نویسنده اهل آلمان است.